# Joey Calderazzo
Joey Calderazzo (* 27. Februar 1965 in New Rochelle, New York) ist ein US-amerikanischer Jazz-Pianist.

## Leben
Calderazzo, dessen älterer Bruder der Schlagzeuger Gene Calderazzo ist, begann im Alter von acht Jahren klassisches Klavier zu studieren und war später Schüler von Richie Beirach. 1987 wurde er Mitglied des Quartetts von Michael Brecker. Er arbeitete unter anderem als Sideman von Bob Belden, Bruce Gertz, Bob Mintzer, John Blake, Dave Stryker, Chuck Bergeron, Arturo Sandoval, George Garzone, Cæcilie Norby, Chris Minh Doky, Vincent Herring, Eugene Pao, Terumasa Hino und Jeff "Tain" Watts. 1998 wurde er Nachfolger von Kenny Kirkland im Quartett von Branford Marsalis. Zu hören ist er u. a. auf dessen Album Belonging (2025). Weiterhin nahm er auch mehrere Alben als Bandleader und Co-Leader auf.

## Diskografie
- In the Door, 1991
- The Traveler 1993
- Secrets, 1995
- Our Standards mit Lars Danielsson, Jacek Kochan, 1996
- Simply Music mit Sylvain Gagnon, Jeff "Tain" Watts, 1997
- Joey Calderazzo, 2000
- Haiku, 2004
- Amanecer, 2007
- Joey Calderazzo / Branford Marsalis: Songs of Mirth & Melancholy, 2011
- Live from the Cotton Club Tokyo, Vol. 1 , 2018